# Edina Selimović
Edina Selimović, född 4 juni, 1991, är en volleybollspelare (center). 
Klopić spelar i Bosnien och Hercegovinas landslag och har med dem deltagit i EM 2021 och 2023 (samt kvalen till EM 2017 och 2019) samt vunnit European Silver League 2021. På klubbnivå har hon förutom i Bosnien och Hercegovina, spelat med universitetslag i USA, samt klubblag i Filippinerna, Rumänien och Schweiz.